# Liste der Kulturdenkmale in Lausa (Dresden)
Die Liste der Kulturdenkmale in Lausa umfasst die Kulturdenkmale der Dresdner Gemarkung Lausa (mit Friedersdorf). Grundlage bildet das vom Landesamt für Denkmalpflege Sachsen verfasste und beständig aktualisierte Denkmalverzeichnis. Bedingt durch die 1938 erfolgte Umbenennung der 1914 entstandenen Gemeinde tragen heute einige Gebäude im Ortsteil Lausa den Namen der Ortschaft Weixdorf.
Die Anmerkungen sind zu beachten.
Diese Liste ist eine Teilliste der Liste der Kulturdenkmale in Dresden. 

Diese Liste ist eine Teilliste der Liste der Kulturdenkmale in Sachsen.

## Legende
- Bild: Bild des Kulturdenkmals, ggf. zusätzlich mit einem Link zu weiteren Fotos des Kulturdenkmals im Medienarchiv Wikimedia Commons. Wenn man auf das Kamerasymbol klickt, können Fotos zu Kulturdenkmalen aus dieser Liste hochgeladen werden:
- Bezeichnung: Denkmalgeschützte Objekte und ggf. Bauwerksname des Kulturdenkmals
- Lage: Straßenname und Hausnummer oder Flurstücknummer des Kulturdenkmals. Die Grundsortierung der Liste erfolgt nach dieser Adresse. Der Link (Karte) führt zu verschiedenen Kartendiensten mit der Position des Kulturdenkmals. Fehlt dieser Link, wurden die Koordinaten noch nicht eingetragen. Sind diese bekannt, können sie über ein Tool mit einer Kartenansicht einfach nachgetragen werden. In dieser Kartenansicht sind Kulturdenkmale ohne Koordinaten mit einem roten bzw. orangen Marker dargestellt und können durch Verschieben auf die richtige Position in der Karte mit Koordinaten versehen werden. Kulturdenkmale ohne Bild sind an einem blauen bzw. roten Marker erkennbar.
- Datierung: Baubeginn, Fertigstellung, Datum der Erstnennung oder grobe zeitliche Einordnung entsprechend des Eintrags in der sächsischen Denkmaldatenbank
- Beschreibung: Kurzcharakteristik des Kulturdenkmals entsprechend des Eintrags in der sächsischen Denkmaldatenbank, ggf. ergänzt durch die dort nur selten veröffentlichten Erfassungstexte oder zusätzliche Informationen
- ID: Vom Landesamt für Denkmalpflege Sachsen vergebene, das Kulturdenkmal eindeutig identifizierende Objekt-Nummer. Der Link führt zum PDF-Denkmaldokument des Landesamtes für Denkmalpflege Sachsen. Bei ehemaligen Kulturdenkmalen können die Objektnummern unbekannt sein und deshalb fehlen bzw. die Links von aus der Datenbank entfernten Objektnummern ins Leere führen. Ein ggf. vorhandenes Icon  führt zu den Angaben des Kulturdenkmals bei Wikidata.

## Liste der Kulturdenkmale in Lausa
| Bild                                    | Bezeichnung | Lage                                         | Datierung                                                                                    | Beschreibung | ID       |
| --------------------------------------- | --- | -------------------------------------------- | -------------------------------------------------------------------------------------------- | --- | -------- |
|                                         | Wohnhaus in offener Bebauung | Alte Dresdner Straße 24 (Karte)              | bezeichnet 1905 (Wohnhaus)                                                                   | zweigeschossiger Putzbau mit Walmdach und holzverkleidetem Wintergarten, in traditioneller Formensprache gestalteter Bau der Zeit um 1900, baugeschichtlich von Bedeutung | 09283898 |
|                                         | Wohnhaus | Alte Dresdner Straße 46 (Karte)              | um 1900 (Wohnhaus)                                                                           | villenartiger zweigeschossiger Putzbau mit markantem Eckturm über oktogonalem Grundriss, bekrönt mit Zeltdach, Wetterfahne, charakteristischer Bau der Zeit um 1900, baugeschichtlich von Bedeutung | 09283901 |
|                                         | Wohnhaus in offener Bebauung und in Ecklage                                                                                                   | Alte Moritzburger Straße 5 (Karte)           | Mitte 19. Jh. (Wohnhaus)                                                                     | zweigeschossiger Putzbau mit Schleppdach an der nordöstlichen Traufe, schlichter Bau, Zeugnis der gewachsenen Siedlungsstruktur, ortsentwicklungsgeschichtlich von Bedeutung | 09283958 |
|                                         | Wohnstallhaus in offener Bebauung | Alte Moritzburger Straße 7 (Karte)           | bezeichnet 1763 (Wohnstallhaus)                                                              | im Obergeschoss Fachwerk mit der besonderen Konstruktionsform der Mannfiguren, Satteldach, markanter ländlicher Bau seiner Zeit, baugeschichtlich und ortsgeschichtlich von Bedeutung, Mannfiguren mit Seltenheitswert | 09283959 |
|                                         | Wohnstallhaus mit Nebengebäude und holzverkleideter Handschwengelpumpe                                                                        | Alte Moritzburger Straße 13 (Karte)          | um 1850 (Wohnstallhaus)                                                                      | Hauptgebäude mit Krüppelwalmdach, Fachwerk im Obergeschoss, nördlicher Giebel verbrettert, charakteristische ländliche Bauten ihrer Zeit, vor allem baugeschichtlich bedeutend | 09283987 |
|                                         | Scheune | Alte Moritzburger Straße 14 (Karte)          | Mitte 19. Jh. (Scheune)                                                                      | massiv mit Satteldach und großem Tor, Verblendung aus Quadermauerwerk zur Straßenseite, Nachkriegswiederaufbau eines ländlichen Gebäudes und Teil von Lausa, baugeschichtlich und ortsentwicklungsgeschichtlich von Bedeutung | 09283984 |
|                                         | Bauernhaus in offener Bebauung | Altfriedersdorf 35 (Karte)                   | 2. Hälfte 18. Jh. (Bauernhaus)                                                               | zweigeschossiger giebelständiger Bau mit Schleppdach, Obergeschoss Fachwerk, verbrettert, als Zeugnis der ländlichen Architektur und Siedlungsstruktur seiner Zeit ortsgeschichtlich von Bedeutung | 09283947 |
|                                         | Bauernhaus und zwei angebaute Scheunen | Altfriedersdorf 47 (Karte)                   | 1900 (bezeichnet), um 1900 (Bauernhof)                                                       | über U-förmigem Grundriss, alle Gebäude massiv mit Satteldach, südliche Scheune mit Holzvorbau zum Hof und Verbretterung nach Süden, als Zeugnis der ländlichen Architektur und Siedlungsstruktur ortsgeschichtlich von Bedeutung | 09283948 |
|                                         | Alte Mühle | An den Teichen 15 (Karte)                    | bezeichnet 1840 (im Türstock)                                                                | Ländliches Gebäude; wohl ehemalige Gesindehaus der Mühle, verbrettertes Oberschoss vermutlich noch mit Fachwerkkonstruktion, eines der wenigen weitgehend original anmutenden Bauten im Bereich Lausa, OT Friedersdorf und Weixdorf, baugeschichtlich und ortsgeschichtlich bedeutend. | 09283931 |
|                                         | Wohnhaus in offener Bebauung und Ecklage sowie Hofgebäude                                                                                     | Badstraße 2 (Karte)                          | bezeichnet 1926 (Wohnhaus)                                                                   | zweigeschossiger Putzbau mit Walmdach, verblendetem Sockel, Sohlbankgesims und Bogengaube mit expressionistischem Ornament im Relief einschließlich Datierung, schlichtes Beispiel der Architektur der 1920er Jahre, baugeschichtlich von Bedeutung | 09283892 |
|                                         | Mietvilla in Ecklage | Fuchsbergstraße 1 (Karte)                    | um 1890 (Mietvilla)                                                                          | zweigeschossiger Putzbau mit Natursteinsockel über unregelmäßigem Grundriss, zurückgesetzter Treppenhausturm, Fassade dominiert von Zierfachwerk, insbesondere in dem Giebel, und markantem Holzerker, typischer Wohnbau der Zeit um 1900 mit Anklängen an den Landhausstil, baugeschichtlich und ortsgeschichtlich von Bedeutung | 09283872 |
|                                         | Einfriedung mit Torbogen | Fuchsbergstraße 3 (Karte)                    | um 1890 (Einfriedung), um 1890 (Pforte)                                                      | kompakter, überdeckter Torbogen mit floral gestalteten schmiedeeisernen Torflügeln und Zaunsgittern, künstlerisch und baugeschichtlich von Bedeutung | 09283871 |
|                                         | Wohnhaus in offener Bebauung | Fuchsbergstraße 10 (Karte)                   | um 1890 (Wohnhaus)                                                                           | historisierender Putzbau mit Anklängen des Schweizerstils mit teilweise verklinkertem Giebel, breit gelagertem Balkon und Giebelgauben, baugeschichtlich und ortsgeschichtlich von Bedeutung | 09283869 |
|                                         | Wohnhaus in offener Bebauung | Fuchsbergstraße 11 (Karte)                   | um 1890 (Wohnhaus)                                                                           | historisierender Putzbau mit Zierfachwerk und Klinkerverblendung in den Dachgeschossgiebeln, zeittypischer Wohnbau mit Elementen des Heimatstils, baugeschichtlich und ortsgeschichtlich von Bedeutung | 09283868 |
| Weitere Bilder                          | Prinz-Hermann-Bad; Volksbad Weixdorf; Waldbad Weixdorf                                                                                        | Großteichdamm 1 (Karte)                      | ab 1906 (Freibad), um 1930 (Gaststätte)                                                      | Anlage eines Freibades aus Teich (umfasst Badeteich Schwimmer, Gondelteich, Badeteiche Nichtschwimmer und Vorstaubecken), Gaststätte einschließlich Saalanbau, Werkstatt, Pavillon Alte Gondel bzw. Rouchè-Platz, diversen Umkleidekabinen zu beiden Seiten des Teiches, darunter Garderobe A, Jagdhaus, Blockhaus, Kamerun, Teichfrieden und Neuland sowie Musikpavillon, Rettungsstation mit Hochwassermarkierungen (ehemaliges Bootshaus, auch Haus des Bademeisters) und Brücke über den Seifenbach; bau- und ortsgeschichtlich bedeutend, ab 1962 umfassend modernisiert. | 09283893 |
|                                         | Mietvilla | Hakenweg 2 (Karte)                           | nach 1900 (Mietvilla)                                                                        | eingeschossiger historisierender Putzbau mit markantem Zierfachwerk und gestaffeltem Dach, charakteristisches Beispiel des Bauens um 1900, baugeschichtlich und ortsgeschichtlich von Bedeutung | 09283873 |
|                                         | Weixdorfer Friedhof | Hermsdorfer Allee 7 (Karte)                  | bezeichnet 1830 (Friedhofsportal)                                                            | Friedhof: Portale, Einfriedung und Friedhofsgestaltung (Gartendenkmal) des Friedhofs; bemerkenswerte ländliche Anlage eines Bestattungsplatzes, auffällige Gestaltung durch die Gehölze, vor allem landschaftsgestalterisch bedeutend. | 09283940 |
|                                         | Zweiseithof bestehend aus Wohnhaus mit angebautem Stallteil und im rechten Winkel angebauter Scheune                                          | Kleine Feldgasse 3 (Karte)                   | 2. Hälfte 19. Jh. (Wohnhaus)                                                                 | eingeschossiges, massives Wohnhaus mit Satteldach, Stallteil und Scheune ebenfalls massiv errichtet mit markanten Holzschiebetüren, ein in Struktur und Aussehen gut erhaltener Zweiseithof, baugeschichtlich und wirtschaftsgeschichtlich von Bedeutung | 09283951 |
|                                         | Dreiseithof mit Wohnhaus, angebautem Stallteil, Scheune und weiterem Nebengebäude mit Ställen                                                 | Kleine Feldgasse 10 (Karte)                  | 2. Hälfte 19. Jh. (Wohnstallhaus)                                                            | massives Wohnhaus mit Krüppelwalmdach und Stallteil, im Winkel dazu Scheune aus Ziegelmauerwerk sowie nördliches Nebengebäude mit Bruchsteinmauerwerk, Eckquaderung und Zwillingsfenstern, daran angeschlossenen Stallungen, ein in Struktur und Aussehen gut erhaltener Dreiseithof, baugeschichtlich und ortsgeschichtlich von Bedeutung. | 09283952 |
|                                         | Transformatorenhäuschen | Königsbrücker Landstraße (Karte)             | um 1910 (Transformatorenstation)                                                             | kleiner verputzter Ziegelbau mit Krüppelwalmdach, Dachreiter mit Lüftungslamellen, profiliertem Traufgesims und Lisenengliederung, gestalterisch versachlicht, damit typisch für die seinerzeit vorherrschende Reformarchitektur, zudem der ländlichen Umgebung angepasst, Zeugnis der flächendeckenden Elektrifizierung vor allem seit dem ausgehenden 19. Jahrhundert, baugeschichtlich, ortsentwicklungsgeschichtlich und technikgeschichtlich von Bedeutung | 09283881 |
|                                         | Wohnhaus in offener Bebauung | Königsbrücker Landstraße 263 (Karte)         | 1890er Jahre (Wohnhaus)                                                                      | zweigeschossiger Putzbau mit hölzernem, offenen Erker und Turmanbau mit Laterne als Akzentuierung, charakteristischer, historisierender Bau der Zeit um 1900, baugeschichtlich und ortsentwicklungsgeschichtlich von Bedeutung | 09283880 |
|                                         | Chausseehaus | Königsbrücker Landstraße 338 (Karte)         | Anfang 19. Jh. (Chausseehaus)                                                                | kleiner, eingeschossiger Putzbau mit Walmdach und Walmgaube mit First, Fensterläden und Natursteintürsturzen, als ehemalige königlich sächsische Chausseegelder-Einnahme ortsgeschichtlich, verkehrsgeschichtlich und baugeschichtlich von Bedeutung | 09283924 |
|                                         | Wohnstallhaus | Königsbrücker Landstraße 339 (Karte)         | 1. Viertel 19. Jh., mglw. etwas älter (Wohnstallhaus)                                        | Obergeschoss Fachwerk, verputzt mit Satteldach, südlicher Anbau in einer Achse mit Bruchsteingiebel, als Zeugnis der ländlichen Architektur seiner Zeit baugeschichtlich und als Teil von Lausa ortsgeschichtlich von Bedeutung | 09283961 |
|                                         | Gasthof Lausa | Königsbrücker Landstraße 373; 373a (Karte)   | 18. Jh. (Gasthof), um 1900 (Ballsaal)                                                        | Gasthof mit Saalanbau, Hinterhaus und Scheune; altes Erb-, Brau- und Schänkgut, später Bahnrestaurant (direkt neben dem Bahnhof Lausa), auch Lausa-Eck genannt, Gasthof mit Fachwerk im Obergeschoss und Satteldach, östlich daran angeschlossener Saalanbau mit Mittelrisalit und Dreiecksgiebel, Hinterhaus, verbrettert mit Krüppelwalmdach sowie Scheune aus Bruchsteinmauerwerk mit Okulus und drei Rundbogenfenstern im Giebel, einer der markantesten Gebäudekomplexe von Lausa, bildet mit nahe gelegener Kirche, Schule usw. historischen Kern des Ortes, baugeschichtlich und ortsgeschichtlich bedeutend. Bereits 1387 als „Hof zu Lusen“ erwähnt, lange Zeit Sitz des örtlichen Erbrichters, 1950–1955 zum Kulturhaus umgebaut, seit 2004 Gaststätte und Sitz mehrerer Vereine. | 09283929 |
|                                         | Bauernhof mit Wohnhaus und angebautem Stallteil, im rechten Winkel dazu gebauter Scheune und weiterem Wohnhaus (ehem. Auszugshaus)            | Königsbrücker Landstraße 374 (Karte)         | 1875/80 (Wohnhaus), 1875/80 (Bauernhof)                                                      | geschlossener Vierseithof mit zweigeschossigem, verputztem Wohnhaus mit Satteldach und prägnanter Inschrift über dem Türstock, Scheune massiv, verputzt mit Satteldach und Natursteinsockel, ehem. Auszugshaus ebenfalls mit Satteldach, ein in Struktur und Aussehen gut erhaltener Vierseithof, als Zeugnis ländlicher Architektur seiner Zeit baugeschichtlich und als Teil von Lausa ortsgeschichtlich von Bedeutung | 09283954 |
|                                         | Pfarrhaus | Königsbrücker Landstraße 375 (Karte)         | nach 1800, im Kern um 1650 (Pfarrhaus)                                                       | verbrettertes Obergeschoss, darunter vermutlich Fachwerk, Satteldach mit Fledermaus- und Schleppgaube, dazu nördlicher Anbau, ebenfalls mit Satteldach und Verbretterung im Giebel, charakteristischer ländlicher Bau seiner Zeit, auf dem Kirchhof, bildet markantes Ensemble und Ortsmittelpunkt mit der Kirche, baugeschichtlich und ortsgeschichtlich bedeutend | 09283934 |
|                                         | Dorfteich mit Insel | Königsbrücker Landstraße 375 (bei) (Karte)   |                                                                                              | mit Natursteinmauern umfriedeter Teich mit baumbestandener Insel, ortsbildprägend, ortsgeschichtlich von Bedeutung | 09283935 |
| Weitere Bilder                          | Sachgesamtheit Kirche und Kirchhof Lausa mit mehreren Einzeldenkmalen                                                                         | Königsbrücker Landstraße 375 (neben) (Karte) | um 1610 (Kirchhof)                                                                           | Sachgesamtheit Kirche und Kirchhof Lausa mit folgenden Einzeldenkmalen: Kirche, Einfriedungsmauer, Denkmale für die Gefallenen des 1. und 2. Weltkrieges und historischen Grabmalen sowie Lutherlinde als Gartendenkmal (ID-Nr. 09283933) und der Kirchhof als Sachgesamtheitsteil; von ortshistorischer, baugeschichtlicher und künstlerischer Bedeutung. Evangelisch-lutherische Kirche mit Jahn-Orgel und Kirchhof mit Einfriedungsmauer und historischen Grabmälern, 1986–1987 umfassend restauriert. | 09305950 |
| Weitere Bilder                          | Einzeldenkmale der Sachgesamtheit Kirche und Kirchhof Lausa: Kirche mit Ausstattung und Einfriedungsmauer (Einzeldenkmale zu ID-Nr. 09305950) | Königsbrücker Landstraße 375 (neben) (Karte) | um 1610 (Kirche), um 1660 (Altarbild), 1855 (Orgel), 17.-19. Jh. (Grabmal), um 1910 (Empore) | Einzeldenkmale der Sachgesamtheit Kirche und Kirchhof Lausa: Kirche mit Ausstattung, Einfriedungsmauer, Denkmale für die Gefallenen des 1. und 2. Weltkrieges und historische Grabmale sowie Lutherlinde als Gartendenkmal; Zeugnis der Kirchbaukunst vor allem des 17. Jahrhunderts, von ortshistorischer, personengeschichtlicher und baugeschichtlicher Bedeutung. | 09283933 |
|                                         | Zweiseithof mit Wohnstallhaus und im Winkel dazugebauter Scheune                                                                              | Königsbrücker Landstraße 380 (Karte)         | bezeichnet 1896 (Wohnhaus)                                                                   | zweigeschossiger Putzbau mit Satteldach und Lochfassade, Scheune ebenfalls mit Satteldach und liegenden Schleppgauben, als Zeugnis ländlicher Bauweise seiner Zeit ortsentwicklungsgeschichtlich von Bedeutung. | 09283953 |
|                                         | Vierseithof bestehend aus Wohnstallhaus, Scheune, Schuppen und neuerem Wohnhaus sowie Einfriedungsmauer                                       | Königsbrücker Landstraße 385 (Karte)         | bezeichnet 1800 (Wohnstallhaus), bezeichnet 1800 (Bauernhof)                                 | Wohnstallhaus mit Fachwerk im Obergeschoss, Giebel verbrettert, im Winkel dazu stehende mit kleiner Mauer angebundene giebelständige, verputzte Scheune, westlich daran anschließende flache Schuppen zum Teil aus Bruchsteinmauerwerk mit übergiebelten Heuluken sowie an der Südseite des Hofes ein zweigeschossiges, verputztes Wohnhaus mit Satteldach, Traufgiebel und Zwillingsfenstern, in Aussehen und Struktur noch geschlossen und weitgehend authentisch erhaltener Vierseithof, damit baugeschichtlich und ortsgeschichtlich von Bedeutung | 09283941 |
|                                         | Mietvilla und schmiedeeiserne Einfriedung sowie Toreinfahrt                                                                                   | Königsbrücker Landstraße 386 (Karte)         | um 1880 (Wohnhaus)                                                                           | historisierender zweigeschossiger Putzbau mit übergiebelten Mittel- und Seitenrisaliten in zurückhaltender Formensprache der Neorenaissance und vorgelagertem Holzerker, baugeschichtlich und ortsbildprägend von Bedeutung | 09283926 |
| Weitere Bilder                          | Bahnhof Weixdorf | Königsbrücker Landstraße 392 (Karte)         | 1884 (Personenbahnhof), 1891 (Wartehalle)                                                    | Wartehalle eines Haltepunktes an der Bahnstrecke Dresden-Klotzsche–Straßgräbchen-Bernsdorf; hölzernes Gebäude mit Flachdach sowie lang gestreckter ebenfalls hölzerner Anbau mit Satteldach, Zeugnis der Erschließung und Anbindung der Vororte Dresdens durch die Eisenbahn, verkehrsgeschichtlich und ortsgeschichtlich von Bedeutung | 09283927 |
|                                         | Zweiseithof mit Wohnstallhaus, Stallgebäude sowie Scheune                                                                                     | Königsbrücker Landstraße 412 (Karte)         | um 1850 (Wohnstallhaus), um 1850 (Zweiseithof)                                               | Zweiseithof mit Wohnstallhaus, dahinter liegendem Stallgebäude sowie im Winkel zum Wohnstallhaus stehender Scheune und Handschwengelpumpe im Hof; giebelständiges Wohnstallhaus mit Fachwerk im Obergeschoss und verschiefertem Giebel, im rechten Winkel dazu stehende, umlaufend verbretterte Scheune mit Satteldach und kleineres Stallgebäude mit Verbretterung an der Traufseite bzw. Schiefer am Giebel, Zeugnis der ländlichen Bauweise seiner Zeit uns als Teil von Lausa, ortsbildprägend, baugeschichtlich und ortsgeschichtlich von Bedeutung | 09283942 |
|                                         | Bahnwärterhaus mit Schuppen | Kügelgenweg 2 (Karte)                        | 1870er Jahre (Bahnwärterhaus)                                                                | Bahnwärterhaus mit Schuppen an der Bahnstrecke Dresden-Klotzsche–Straßgräbchen-Bernsdorf (sächs. KStr, 6606); historisierender Klinkerbau mit Satteldach und Schuppen aus Ziegelmauerwerk mit Pultdach, weitgehend original erhalten, erhaltenswert aufgrund des Funktionszusammenhangs mit dem nahegelegenen Bahnübergang, eisenbahngeschichtlich von Bedeutung. | 09283936 |
|                                         | Wohnhaus | Lausaer Kirchgasse 2 (Karte)                 | 2. Hälfte 19. Jh. (Wohnhaus)                                                                 | schlichter ländlicher Bau mit Satteldach und Zwillingsfenstern im Giebel, war möglicherweise die Küsterei der Pfarre, vor allem ortsgeschichtlich bedeutend | 09283944 |
|                                         | Kirchschule (ehem.): Schule | Lausaer Kirchgasse 3 (Karte)                 | bezeichnet 1887 (Kirchschule)                                                                | breit gelagerter als Doppelhaus angelegter Baukörper mit zwei Eingängen und darüber gelagerten Zwerchhäusern, ursprünglich wohl für Mädchen und Jungen unterteilt, historisierende Gestaltung mit Traufgesims und Eckquaderung, baugeschichtlich und ortsgeschichtlich bedeutend. Ehemalige Kirchschule, bis 2009 zuletzt als Mittelschule genutzt, danach saniert, seit 2011 evangelischer Kindergarten. | 09283932 |
|                                         | Wohnhaus mit angebautem Stallgebäude | Lausaer Kirchgasse 4 (Karte)                 | Anfang 19. Jh. (Bauernhaus)                                                                  | zweigeschossiges Wohnhaus, Obergeschoss zeigt Fachwerk, mit rückwärtigem Anbau und Schleppdach, Giebel verbrettert, als Zeugnis der ländlichen Architektur und Siedlungsweise seiner Zeit baugeschichtlich und als Teil von Lausa ortsentwicklungsgeschichtlich von Bedeutung | 09283937 |
|                                         | Bauernhaus und kleine, im rechten Winkel angebaute Scheune                                                                                    | Lausaer Kirchgasse 6 (Karte)                 | 3. Viertel 19. Jh. (Bauernhaus)                                                              | Wohnhaus mit Satteldach, im Obergeschoss Fachwerk, verbretterte Giebel, als Zeugnis der ländlichen Architektur seiner Zeit und Siedlungsstruktur von Lausa baugeschichtlich und ortsgeschichtlich von Bedeutung | 09283938 |
|                                         | Schöpf- und Wasserstelle, Sandsteintrog und Handschwengelpumpe                                                                                | Mittelteichweg (Karte)                       | bezeichnet 1793 (Schöpfstelle)                                                               | historische Schöpf- und Wasserstelle, Sandsteintrog von rechteckigem Grundriss, ortsgeschichtlich bedeutend | 09283950 |
| Direkt Bild zu diesem Denkmal hochladen | Bauernhaus | Pastor-Roller-Straße 1 (Karte)               | 18. Jh. (Bauernhaus)                                                                         | ländliches Gebäude mit Schleppdach, Fachwerk im Obergeschoss, verbrettert, ohne Anbauten, vor allem ortsgeschichtlich von Bedeutung | 09283968 |
|                                         | Wohnstallhaus | Pastor-Roller-Straße 16 (Karte)              | bezeichnet 1850 (Wohnstallhaus)                                                              | zweigeschossiger Putzbau mit Satteldach, Traufgesims, Zwillings- und Drillingsfenstern sowie Rundfenstern in den Giebeln, exemplarisch für die ländliche Architektur seiner Zeit, Teil des Lausaer Kerngebietes um die Pastor-Roller-Straße und die Kirchgasse, straßenbildprägend, baugeschichtlich und ortsgeschichtlich von Bedeutung | 09283977 |
|                                         | Bauernhaus | Pastor-Roller-Straße 32 (Karte)              | um 1820 (Bauernhaus)                                                                         | schlichter, zweigeschossiger Bau (Obergeschoss Fachwerk, verputzt) mit Satteldach, als Zeugnis der ehemaligen Dorfstruktur von Lausa ortsgeschichtlich von Bedeutung | 09283966 |
| Weitere Bilder                          | Haltepunkt Weixdorfer Bad | Platz des Friedens 3 (Karte)                 | 1917 (Empfangsgebäude)                                                                       | Ehem. Bahnhofsgebäude mit hölzerner Bahnsteigüberdachung; weitgehend authentisch erhaltener, breitgelagerter flacher Putzbau mit Walmdach und überhöhtem Mittelteil an der Bahnstrecke Dresden-Klotzsche–Straßgräbchen-Bernsdorf (6606, sä. KStr), erhaltenswert aufgrund des Funktionszusammenhangs mit dem angeschlossenen Haltepunkt, eisenbahngeschichtlich von Bedeutung. Von 1917 bis 1992 als Bahnhofsgebäude genutzt, seit 2003 Kulturzentrum „Dixiebahnhof“. | 09283879 |
|                                         | Rathaus | Weixdorfer Rathausplatz 2 (Karte)            | 1927–1928 (Rathaus), 1927–1928 (Farbglasfenster)                                             | markantes zweigeschossiges Gebäude mit hohem Mansardwalmdach und Dachreiter, im weiteren Sinne spätes Beispiel der nach 1900 einsetzenden Reformarchitektur, originaler Ausstattung im Art déco, baugeschichtlich und ortsgeschichtlich sowie künstlerisch bedeutend. | 09283900 |
|                                         | Prinz-Hermann-Bad; Volksbad Weixdorf; Waldbad Weixdorf                                                                                        | Zum Sportplatz 1a (Karte)                    | ab 1906 (Freibad), um 1930 (Gaststätte)                                                      | Anlage eines Freibades aus Teich (umfasst Badeteich Schwimmer, Gondelteich, Badeteiche Nichtschwimmer und Vorstaubecken), Gaststätte einschließlich Saalanbau, Werkstatt, Pavillon Alte Gondel bzw. Rouchè-Platz, diversen Umkleidekabinen zu beiden Seiten des Teiches, darunter Garderobe A, Jagdhaus, Blockhaus, Kamerun, Teichfrieden und Neuland sowie Musikpavillon, Rettungsstation mit Hochwassermarkierungen (ehemaliges Bootshaus, auch Haus des Bademeisters) und Brücke über den Seifenbach; bau- und ortsgeschichtlich bedeutend, ab 1962 umfassend modernisiert. | 09283893 |
|                                         | Luftkriegsschule Klotzsche (ehem.) | Zur Wetterwarte (Karte)                      | 1935–1937 (Kaserne)                                                                          | Offiziersmesse (ehem.); vierflügeliger, eingeschossiger Putzbau mit Walmdach, charakteristisches Beispiel des Traditionalismus, Teil der ehemaligen Luftkriegsschule Klotzsche, baugeschichtlich und militärgeschichtlich von Bedeutung. | 09283955 |

## Ehemalige Kulturdenkmale
| Bild | Bezeichnung | Lage                               | Datierung | Beschreibung                               | ID |
| ---- | ----------- | ---------------------------------- | --------- | ------------------------------------------ | -- |
|      | Wohnhaus    | Alte Moritzburger Straße 2 (Karte) |           |                                            |    |
|      | Wohnhaus    | Altfriedersdorf 18 (Karte)         |           | ländliches Wohnhaus                        |    |
|      | Wohnhaus    | An der Heide 17 (Karte)            |           |                                            |    |
|      | Wohnhaus    | Lausaer Kirchgasse 8 (Karte)       |           | ländliches Wohnhaus mit angebauter Scheune |    |
|      | Wohnhaus    | Pastor-Roller-Straße 36 (Karte)    |           | Wohnhaus mit angebautem Stall              |    |
|      | Wohnhaus    | Pastor-Roller-Straße 48 (Karte)    |           |                                            |    |